# 正義秘密客
《正義秘密客》（英語：Jaat）是一部2025年印度印地語動作驚悚片，由戈皮昌德·馬連尼編劇兼執導（寶萊塢電影首作），米斯里電影製作室及人民媒體工廠（People Media Factory）製作，桑尼·戴爾、蘭迪普·弘達及蕾吉娜·卡桑德拉主演，賽亞彌·可兒、維尼·庫瑪·辛格、賈戈帕帝·巴布、拉姆亞·克李希南、普拉尚·巴加伊（Prashant Bajaj）、查瑞娜·瓦哈布、P·拉維·香卡和巴布魯·普里蒂維拉吉擔任配角。電影講述一名神秘的外來客為了正義而與當地流氓發生衝突。
本片於2024年6月展開主要拍攝，並在海得拉巴、巴帕特拉和维沙卡帕特南進行大量拍攝。電影音樂曲目由塔曼·S譜寫，而攝影及剪輯則分別由里希·旁遮普（Rishi Punjabi）、納文·努利負責。《正義秘密客》2025年4月10日在全球上映，並獲得商業成功，而口碑在影評界則褒貶不一。

## 劇情
2009年，賈法納猛虎部隊（Jaffana Tiger Force）在斯里蘭卡的統治結束。勞工拉納圖加挖到了賈法納猛虎部隊留下的黃金，於是與弟弟索穆魯及另外兩名手下殺死了在場的斯里蘭卡軍隊。他們偷渡到印度安得拉邦，用部分黃金賄賂警察成為印度公民。15年來，拉納圖加在莫圖帕利村莊及周圍共40座村莊建立了犯罪帝國，當局沒人敢對他採取行動。
來到莫圖帕利不久的維賈亞·拉珊米副督察為了十具屍體，帶著幾名女警想逮捕拉納圖加，但反遭對方的妻子巴拉蒂囚禁在豪宅中，更遭到拉納圖加的手下羞辱。與此同時，印度總統收到一封信和裝滿斷拇指的盒子，一座漁村的居民請求她保護他們；總統派中央調查局官員薩亞·穆蒂到該村調查此案。
從泰米爾納德邦欽奈前往北方邦阿約提亞的火車因途中發生事故而停在奇拉拉，一名乘客到附近一座村莊的小店吃飯。當乘客的食物被一群暴徒打翻時，要求對方道歉並出手毆打了他們。他們自稱是當地政客拉姆·薩巴·雷迪的手下。乘客毆打了拉姆·薩巴·雷迪並要求道歉；但雷迪威脅他，自己與當地人索穆魯是同夥。然後乘客也毆打了索穆魯及同夥，索穆魯則報上哥哥拉納圖加的名字威脅他。拉納圖加想小事化無，於是不情願地向乘客道歉。乘客準備離開時，注意到了一輛隱藏的警車和被撕碎的警服，然後發現了被猥褻並囚禁在屋內的女警。乘客痛打了拉納圖加的手下，帶走了女警們。
拉納圖加派人追殺乘客和女警，造成女警迪維身亡。隨後，乘客從附近村裡一位老婦人那得知了拉納圖加的惡行，還有腐敗男警們的助紂為虐。乘客發誓要殺死拉納圖加；他先到警察局報案，但以C·H·蘇尼爾·庫瑪督察為首的腐敗男警們羞辱了女警，並將乘客綁了起來，讓趕來的索穆魯處置。一名被拘留的囚犯認出乘客是「殺戮戰機」（Bulldozer），曾潛入孟加拉國達卡中央監獄並剷除罪犯。
乘客恢復意識後，在拉珊米和其他女警的幫助下，處決了索穆魯及包括蘇尼爾在內的腐敗警官們。另一方面，薩亞·穆蒂發現拉納圖加正是國際恐怖分子、賈夫納猛虎部隊的副指揮官「穆圖韋爾·卡里卡蘭」。當薩亞·穆蒂要求支援抓捕拉納圖加時，軍方的蘇克維爾·辛格准將告知了賈特聯隊的戰爭英雄巴爾德夫·普拉塔·辛格准將正在附近，足以滿足執行此任務的要求，乘客正是巴爾德夫。與此同時，拉納圖加抓住了漁村的村民，威脅他們簽下交出土地的同意書，以完成自己的大筆交易。巴爾德夫搭著軍用直升機趕來，消滅了拉納圖加的所有手下，並將拉納圖加絞死。
巴拉蒂為了避免被捕，在拉珊米等女警面前自殺。薩亞·穆蒂告知總統任務已完成，而巴爾德夫則乘坐直升機，並承諾如果村民再有麻煩，自己會回來幫忙。

## 演員
- 桑尼·戴爾飾演巴爾德夫·普拉塔·辛格准將（Brig. Baldev Pratap Singh）
- 蘭迪普·弘達飾演拉納圖加／穆圖韋爾·卡里卡蘭（Ranatunga / Muthuvel Karikalan）
- 蕾吉娜·卡桑德拉（英语：Regina Cassandra）飾演巴拉蒂（Bharathi）
- 賽亞彌·可兒（英语：Saiyami Kher）飾演維賈亞·拉珊米副督察（SI Vijaya Lakshmi）
- 維尼·庫瑪·辛格（英语：Vineet Kumar Singh）飾演索穆魯（Somulu）
- 賈戈帕帝·巴布（英语：Jagapathi Babu）飾演薩亞·穆蒂（Sathya Moorthy）
- 拉姆亞·克李希南（英语：Ramya Krishnan）飾演瓦松達拉（Vasundhara）
- 普拉尚·巴加伊（Prashant Bajaj）飾演薩蒂（Sandy）
- 斯瓦魯帕·戈許（Swaroopa Ghosh）飾演拉納圖加與索穆魯之母
- 查瑞娜·瓦哈布（英语：Zarina Wahab）飾演阿瑪（Amma）
- P·拉維·香卡（英语：P. Ravi Shankar）飾演邦部長
- 阿傑·高什（英语：Ajay Ghosh）飾演拉姆·薩巴·雷迪（Ram Subba Reddy）
- 巴布魯·普里蒂維拉吉（英语：Babloo Prithiveeraj）飾演C·H·蘇尼爾·庫瑪督察（CI C. H. Sunil Kumar）
- 維奈·瓦爾馬（英语：Vinay Varma）飾演維韋克·庫瑪警司（SP Vivek Kumar）
- 馬卡蘭德·戴司潘德（英语：Makarand Deshpande）飾演醉酒的村民
- 艾伊莎·罕（英语：Ayesha Khan (Indian actress)）飾演艾伊莎·罕警員（Constable Ayesha Khan）
- 烏潘卓·利馬耶（英语：Upendra Limaye）飾演囚犯（客串）
- 穆拉利·夏馬（英语：Murali Sharma）飾演蘇克維爾·辛格准將（Brig. Sukhveer Singh，客串）
- 烏瓦什·拉特拉（英语：Urvashi Rautela）飾演歌曲〈我碰了你（說對不起）〉（Touch Kiya (Sorry Bol)）的舞者

## 製作

### 發展
泰盧固導演戈皮昌德·馬連尼繼《復仇之路》（2023年）獲得成功後，打算與拉維·特賈合作新片，但此計畫後來擱置。同時，憑藉《边关风暴2》（2023年）捲土重來的寶萊塢演員桑尼·戴爾受邀出任主角。2024年6月，馬連尼正式宣布他們的電影將於2024年6月開拍，暫定名為。技術團隊成員如作曲家塔曼·S、攝影指導里希·旁遮普（Rishi Punjabi）、藝術總監科拉·阿維納什（Avinash Kolla）、剪輯師納文·努利，以及動作指導安爾·阿拉蘇、拉姆·拉克斯曼、納迦·文卡特（Naga Venkat）、與彼得·海恩。製片公司米斯里電影製作室和人民媒體工廠（People Media Factory）也在社群媒體上宣布了本片的製作計畫。電影正式名稱《正義秘密客》（Jaat）和首張海報於2024年10月19日曝光，恰逢戴爾的67歲生日。《正義秘密客》被片方宣傳為「劇情精彩」、「動作場面震撼」的電影。
本片也成為馬連尼執導的首部寶萊塢電影（印地語電影）。據記者蘇巴斯·K·傑哈所述，戴爾藉此獲得了5億盧比的片酬。

### 選角
蕾吉娜·卡桑德拉於2024年6月正式宣告加入演出陣容。蘭迪普·弘達於2024年8月簽約參演，擔任主要反派。弘達起初，不願出演反派，但在戴爾的請求下而同意。戴爾表示，連自己的弟弟鮑比·戴爾也扮演過反派；不過，鮑比·戴爾會認真對待自己的反派角色，而非只是在演自己。
賽亞彌·可兒、拉姆亞·克李希南、艾伊莎·罕、查瑞娜·瓦哈布等演員也加入擔任本片的配角。其他演員如維尼·庫瑪·辛格、阿傑·高什、賈戈帕帝·巴布、烏潘卓·利馬耶及巴布魯·普里蒂維拉吉。穆拉利·夏馬在片中客串演出。

### 拍攝
電影於2024年6月展開主要拍攝，在海得拉巴、巴帕特拉和维沙卡帕特南等地進行了廣泛拍攝。劇組於海得拉巴、门格洛尔與阿貢貝等地拍攝本片的動作戲。其中，動作指導彼得·海恩負責編排在海得拉巴拍攝的飛車追逐；納迦·文卡特負責警察局內上演的肉搏打戲；拉姆·拉克斯曼則在门格洛尔執導一場以森林及海上為背景的大場面。據2025年1月20日的報導，距離在门格洛尔的拍攝結束僅剩一週，全片拍攝接近尾聲。

## 音樂
本片的音樂是塔曼·S繼《幽灵警官》（2024年）之後，譜寫的第二部印地語電影曲目。首支單曲〈我碰了你（說對不起）〉（Touch Kiya (Sorry Bol)）2025年4月1日發表於公眾。2025年4月6日，恰逢羅摩誕辰節，第二首單曲〈噢，羅摩，羅摩大人〉（Oh Rama Shri Rama）發表。第三首單曲〈正義秘密客主題歌〉（Jaat Theme Song）則於2025年4月8日發表。
| 曲目表 | 曲目表                   | 曲目表                                                | 曲目表                                                                                              | 曲目表 |
| 曲序   | 曲目                     |                                                       | 歌手                                                                                                | 时长   |
| ------ | ------------------------ | ----------------------------------------------------- | --------------------------------------------------------------------------------------------------- | ------ |
| 1.     | 我碰了你（說對不起）（Touch Kiya (Sorry Bol)） | 庫馬爾                                                | 馬杜班蒂·巴格奇、沙希德·馬利亞                                                                      | 4:06   |
| 2.     | 噢，羅摩，羅摩大人（Oh Rama Shri Rama）   | 艾維提雅·沃亞拉（Adviteeya Vojjala）、施露蒂·蘭賈尼（Sruthi Ranjani）、昆丹·潘迪（Kundan Pandey） | 達努傑·西帕納、薩凱特·科馬祖尤拉（Saketh Kommajosyula）、蘇瑪納斯·卡蘇拉（Sumanas Kasula）、薩特維克·G·拉奧（Saatvik G. Rao）、瓦格德維·庫馬拉（Vagdevi Kumara） | 4:28   |
| 3.     | 正義秘密客主題歌（Jaat Theme Song）     | 阿姆里特·馬恩                                         | 阿姆里特·馬恩                                                                                       | 3:22   |

## 發行
《正義秘密客》2025年4月10日在全球上映，與亦由米斯里電影製作室製作的泰米爾電影《惡有惡道》同天上映並競爭。據《今日商業》報導，《正義秘密客》在全國首映第一天的預售票房達2640萬盧比。電影在馬哈拉施特拉邦（341.5萬盧比）、德里（319.3萬盧比）、北方邦（314.6萬盧比）、西孟加拉邦（169.3萬盧比）和特倫甘納邦（157.8萬盧比）的首日預售票房最高。
2025年4月18日，本片因一段爭議的教堂鏡頭而遭到外界投訴，投訴人認為該場面「嚴重冒犯了基督教社群的宗教情感」。此鏡頭涉及了蘭迪普·弘達的角色站在教堂內，擺出類似耶穌基督被釘在十字架的姿勢，之後開始殺人。隨後，製片方立即發表道歉聲明，並從片中刪除了該鏡頭。
Netflix取得了本片的戲院上映後的串流播放權。電影2025年6月5日起在Netflix上線。

## 反響

### 票房
據Pinkvilla網站的報導，《正義秘密客》上映三週後，票房表現不俗，全球總票房總計11.2億盧比。其中10.2億盧比來自印度本土，而海外票房僅110萬美元（約9500萬盧比）。該網站認為，本片的客群主要來自印度的二、三線城市。據Bollywood Hungama網站提供的數據顯示，本片的全球票房總計為11.9億盧比。

### 評價
《正義秘密客》於影評界的口碑褒貶不一，並根據11位影評人的評分而在爛番茄網站上持有45%的指數。
網站的影評人為本片打出3.5／5星，並在影評中寫道：「《正義秘密客》整體而言，可謂精彩絕倫的娛樂佳作，看點在於充滿力道的關鍵場面、引人入勝的前半段、犀利的執行力，最重要的便是桑尼·戴爾的明星魅力。電影的票房潛力巨大，足以轟動地方戲院，為強勁的票房、長線的觀眾口碑奠定基礎。」雷迪夫網的拉傑什·卡克拉（Rajesh Karkera）也打出了3.5／5星並表示：「《正義秘密客》符合期望，可謂充滿南方風味的全能娛樂片。」
《印度時報》的阿奇卡·庫拉納（Archika Khurana）給本片打了3／5分，並在影評中寫道：「《正義秘密客》兌現了外界的期望：一部由男性主演、充滿對白和戲劇效果的懷舊動作劇。雖然聲勢浩大，但卻缺乏突破自身舒適圈的勇氣。《正義秘密客》對於喜歡老派戴爾式動作片的粉絲而言，只看一次還不錯，但尋求創新或深度的人或許會感覺本片浪費了一次良機。」《印度斯坦時報》的里沙布·蘇里（Rishabh Suri）同樣給予3／5分，評論道：「《正義秘密客》絕對是值得一看的好片。整體而言，本片再次印證了大銀幕觀影體驗的無與倫比，此類電影在配備環繞聲的全黑戲院觀影效果更佳；同時證明了強大的娛樂價值能夠有效彌補敘事上的不足。」第一郵報網站的拉赫蒂·德布·羅伊（Lachmi Deb Roy）給出3／5星並稱：「《正義秘密客》是完美的院線級電影、值得一看的絕對大片，且毫不掩飾地展現了花裡胡哨的一面。電影情感激昂，動作場面也精彩紛呈，觀眾能從觀影過程中感受到南北矛盾的激進程度。所以還在等什麼，快去最近的戲院觀賞吧。」
反之，OTTPlay的艾西瓦婭·瓦蘇德萬（Aishwarya Vasudevan）將本片評為1.5／5星，並評論道：「《正義秘密客》是《羅摩衍那》的暴力重述，當中的「對不起」成了反覆出現的笑話。儘管演員們的表演精彩絕倫，但電影的過度渲染反而讓觀眾渴望得到道歉。」Scroll.in網站的南迪尼·拉姆納特（Nandini Ramnath）批評了故事情節並稱：「本片令人反感且又臭又長。長達153分鐘的《正義秘密客》只有在精心編排的動作戲時保持清醒，莊重、克制與邏輯舊如同拉納圖加（Ranatunga）的手下一樣被巧妙地殺光了。」

## 續集
2025年4月17日，本片上映期間，戴爾在社群媒體上宣布了續集名為《正義秘密客2》（Jaat 2），將由馬連尼等原班人馬回歸製作。

## 外部連結
- 互联网电影数据库（IMDb）上《正義秘密客》的资料（英文）
- 《正義秘密客》的Bollywood Hungama頁面